# تاريخ الصحراء الغربية
على الرغم من وجود عدد قليل من السجلات التاريخية من تلك الفترة الزمنية، إلا أن تاريخ الصحراء الحديث يمكن إرجاعه إلى مجموعات البدو الذين عاشوا تحت الحكم القبلي البربري وكانوت على اتصال بالإمبراطورية الرومانية مثل مجموعة صنهاجة، بالإضافة إلى دخول الإسلام واللغة العربية في نهاية القرن الثامن الميلادي.
كانت الصحراء الغربية دولة قومية مستقلة. كانت موطنًا للمستعمرات الفينيقية التي اختفت ولم يبق لها أثر يذكر. على الرغم من وصول الإسلام في القرن الثامن إلا أن المنطقة ظلت متخلفة بسبب التصحر.
من القرن الحادي عشر إلى القرن التاسع عشر، كانت الصحراء الغربية المغربية إحدى الروابط بين منطقتي أفريقيا جنوب الصحراء وشمال إفريقيا. خلال القرن الحادي عشر تحالف اتحاد قبيلة صنهاجة مع قبيلة لامتونة لتأسيس سلالة المرابطين. امتدت فتوحات المرابطين إلى المغرب الحالي وغرب الجزائر وشبه الجزيرة الأيبيرية إلى الشمال وموريتانيا ومالي إلى الجنوب ووصلت إلى إمبراطورية غانا. بحلول القرن السادس عشر تعرضت سلطنة سونغاي القائمة على نهر النيجر لغزو من قبل الدولة السعدية. كما تم اجتياز الصحراء الغربية بواسطة بعض طرق التجارة عبر الصحراء.
في عام 1884، طالبت إسبانيا بالحماية على الساحل من كيب بوجادور إلى كيب بلانك وتم توسيع المنطقة لاحقًا. في عام 1958 جمعت إسبانيا مقاطعات منفصلة معًا لتشكيل الصحراء الإسبانية. وعلى الرغم من أن بعض القبائل في المنطقة كانت لها روابط تاريخية مع المغرب، إلا أن الرأي الاستشاري لمحكمة العدل الدولية لعام 1975 بشأن وضع الصحراء الغربية خلص إلى أن هذه العلاقات لم تكن كافية لإقامة أي رابطة للسيادة الإقليمية بين الصحراء الغربية والمملكة المغربية.
في نوفمبر من ذلك العام بدأت المسيرة الخضراء التي هي في حقيقة الامر احتلال للصحراء الغربية عندما تجمع 300 ألف مغربي في مدينة طرفاية الجنوبية وانتظروا إشارة من الملك الحسن الثاني ملك المغرب للعبور إلى الصحراء الغربية. كانت هذه الحملة الدعاذية تتستر على تسلل الجيش المغربي المحتل خفية الى الصخراء الغربية اين ارتكب العديد من المجازر وقتل الالاف من الصحراويين بالفسفور الابيض، وهو ما دفع بالعديد من الصحراويين الى اللجوء للجزائر فرار من الابادة الجماعية التيوقام بها الجيش الصحراوي. تحت وطاة المقاومة الصحراوية بقيادة البوليزاريو قامت إسبانيا بالتحضير لاستفتاء للشعب الصحراوي في اطار تقرير المصير استنادا لميثاق الامم المتحدة الذي يقر للشعوب تحت والاستعمار بحقهم في تقرير المصير والاستقلال. الا ان الاطماع الاستعمارية للمغرب والنظام الموريتاني عرفلت ذلك. فلجات اسبانيا لتنفيذ التزامها هذا بمنح الادارة المؤقتة وليس السيادة للمغرب وموريتانيا لمساعدتها لتحقيق وانجاز هذاةالاستفتاء بالتشاور مع الجماعة ويقصدبها الصحراويين . وقد اكدت اتفاقية مدريد على ضرورة احترام حق الشعب الصحراوي. الا ان هذه الاتفاقية كانت نوعا من تقسيم الصحراء الغربية على المستعمرين الثلاث اسبانيا والمغرب وموريتانيا قبل ان تنسحب هذه الاخيرة في 1979 وتعيد الاقليم التي كانت تديره مؤقتا للصحراويين. الا ان المغرب استولى عليه واحتله. للاشارة فان اتفاقية مدريد لم تصادق عليها الامم المتحدة . بل على العكس ادانت الجمعية العامة في دورتها 34 سنة 1979 صراحة " الاحتلال المغربي للصحراء الغربية مطالبة اياه باخلاء الاراضي الصحراوية" واعترفت صراحة بان جبهة البوليزاريو هي ممثل الشعب الصحراوي.
انوالاحتلال النغربي جاء نتيجة لتواطأ المغرب مع فرنسا والولايات المتحدة والمملكة المتحدة، حتى أنهم ذهبت إلى حد إخراج جثث القتلى الإسبانيين من المقابر. واحتل المغرب فعليًا الثلثين الشماليين من الصحراء الغربية عام 1976 وضم بقية الإقليم عام 1979 بعد انسحاب موريتانيا.
في 27 فبراير 1976 أعلنت جبهة البوليساريو رسمياً قيام الجمهورية العربية الصحراوية الديمقراطية وشكلت حكومة في المنفى، وبدأت حرب عصابات بين البوليساريو والمغرب واستمرت حتى وقف إطلاق النار عام 1991. كان من المقرر إجراء استفتاء بين السكان الأصليين كجزء من اتفاقات السلام لعام 1991 لمنحهم الخيار بين الاستقلال أو الاندماج في المغرب. حتى الآن لم يجر الاستفتاء بسبب مماطلة المغرب في اطار سياسة كسب الوقت وفرض الامر الواقع علما ان قوائم الصحراويين الذين لهم الحق في الاستفتاء قد اعدتها اسبانيا بوصفها السلطة المحتلةالاولى التي لديها ادارة الاقليم.

## السكان الأوائل

### ما قبل التاريخ
ما بين 5000 ق.م و 2000 ق.م، كانت الصحراء الغربية عبارة عن سافانا تسكنها الفيلة والزرافات ووحيد القرن. ترك السكان الأوائل آثار فن صخري أو جداري. ظل الاعتقاد سائدا لوقت طويل بأن السكان من البافور (bafour)، سكان سود ويعتاشون من الزراعة والرعي، ولكن أبحاثا أثرية أشارت أيضا لوجود سكان بيض في شمال موريتانيا الحالية.

### العصور القديمة
نتج عن التصحر التدريجي من 2000 ق.م (العصر الهولوسين) جفاف للبحيرات الجافة ورحيل الحيوانات والبافور نحو الجنوب. خلال الألفية الأولى قبل عصرنا، حل محلهم تدريجيا البدو البربر، خصوص من قبائل صنهاجة القادمين من الشمال. واستمر تواجد بعض المجتمعات المعزولة تعيش في الواحات، يسمون الحراطين. واستعمر الفينيقيون والقرطاجيون بعض المواقع الساحلية للمغرب والمطلة على الأطلسي، من بينهم حانون القرطاجي المستكشف ما بين القرنين السادس والخامس قبل الميلاد؛ إلا أنه لم يعثر على أي أثر قاطع لهم في الصحراء الغربية. من كتاب الطواف لحانون يذكر «جزيرة سرني» (أيضا «جزيرة هيرن» أو «جزيرة هيرون») والتي قد تكون جزيرة أركين (موريتانيا) أو جزيرة هيرن قرب الداخلة.
توقف الرومان عند موريطنية الطنجية (النصف الشمالي من المغرب) ولم يتجاوزوها، رغم علمهم بوجود قوافل للذهب تعبر الصحراء ولكنهم لم يغامروا. ذكر كل من بلينيوس الأكبر وبطليموس في كتاباتهم «درعة» (Daratis). جعل التصحر، في الفترة بين 300 ق.م و 300، الاتصالات مع العالم الخارجي صعبة جدا إلى غاية إدخال الإبل للمنطقة.

## الفتح الإسلامي
وصل الإسلام إلى الصحراء الغربية في القرن الثامن لكن انتشاره كان لمدة طويلة سطحيا، فالكثير من سكان المنطقة حافظوا على ممارساتهم وثنية. ولكن الانتشار الحقيقي لم يكن نتيجة مباشرة للفتوحات الإسلامية؛ وإنما عن طريق البربر أنفسهم الذين نشروا الإسلام جنوبا من خلال تجارتهم المنتظمة عبر الصحراء. وعلى وجه الخصوص، تجارة ذهب السنغال الضروري للدول العربية لسك عملتهم. في 745، أقام عبد الرحمن بن حبيب، حاكم إفريقية، سلسلة من الآبار بين جنوب المغرب وأوداغست (واحة وبلدة تجارية، جنوب موريتانيا الحالية).
بحلول القرن التاسع، تحكم اتحاد الزناتيين البربر (الخوارج) في الواحات والمراكز التجارية في شمال الصحراء، من بينها سجلماسة. وكانت لثلاث قبائل بربرية كبيرة من صنهاجة (المالكيون) السيطرة على الصحراء: الجدالة غرب الصحراء، بالقرب من ساحل المحيط الأطلسي، الموسوفة في الشمال في وادي درعة والأطلس الصغير، والمتونة في الوسط والجنوب. جعلت إحدى أهم طرق القوافل الرابطة بين سجلماسة وإمبراطورية غانا، من مدينة أوداغست، أهم مدن المتونة. هنا كان يستبدل الملح المستخرج في الصحراء الشمالية بذهب بمبوك (Bambouk). في أواخر القرن العاشر، استولت غانا على أوداغست ولجأ المتونة إلى أدرار الموريتانية في حين خضعت فئات أخرى من البربر لسلطة غانا. وفي نفس الوقت طرد الزناتيون الصنهاجيين من سجلماسة. كما تعرضت سلالة الأدارسة الذين حكموا المغرب، لهزائم على يد الفاطميين ثم أمويي قرطبة.
في أوائل القرن الحادي عشر، أسس الأمير ترسينة اتحادا صنهاجيا جديدا من لمتونة والجدالة ومسوفة. قتل ترسينة بعد فترة وجيزة (1023) وخلفه ابنه يحيى بن إبراهيم.

### المرابطون (1030–1147)

توسعات المرابطين

هناك عدة روايات مختلفة قليلا تتعلق بمجيء المرابطين. وفقا لأكثرها شيوعا، فإنه في طريق عودة يحيى بن إبراهيم من الحج حوالي 1030، عرج على القيروان للاستفاضة في دراسة الإسلام. هناك بحث عن شيخ يرافق رجاله إلى الصحراء لتعليمهم فلم يجد، فتوجه نحو سجلماسة حيث الشيخ عبد الله بن ياسين المالكي المتزمت، والذي وافق على مرافقته. رفضت جدالة دروس ابن ياسين؛ فتوجه صوب موريتانيا حيث أسس رباطا (ما يشبه الدير العسكري). نحو 1050، انجذب إليه يحيى بن عمر، القائد العسكري للمتونة. ازداد عدد المرابطين (نسبة للـ«رباط») وتمكنوا من فرض مذهبهم على لمتونة ثم على قبائل صنهاجة وأخيرا على المنطقة بأسرها.
في 1053، استولى يحيى بن عمر على سجلماسة التي كانت تحت يد الزناتيين ثم أوداغست في 1054 (التي احتفظ بها الزناتيون نيابة عن الإمبراطورية غانا)، ولكنه قتل في موضع يسمى بنفريلي بين تاليونين وجبل لمتونة. استولى شقيقه أبو بكر بن عمر على أغمات نحو 1058 ثم هاجم بورغواطة (حاليا في المنطقة الرباط) في 1059، وقتل عبد الله بن ياسين ربما خلال هذه المعركة. أسس أبو بكر أو ابن عمه يوسف بن تاشفين قاعدة عسكرية في مراكش ما بين 1062 و 1070. أنشأ يوسف بن تاشفين في الشمال جيشا جديدا وحد به المغرب وغرب الجزائر اليوم، في حين عاد أبو بكر بن عمر إلى الجنوب لمواجهة تمرد جديد للجدول. في 1076، استولى أبو بكر على كمبي صالح، عاصمة إمبراطورية غانا. وفي نهاية القرن، غزا يوسف بن تاشفين الأندلس. في ذروتهم، سيطر المرابطون على أراضي بلغ طولها 3500 كيلومتر ولكنهم لم يشكلوا مملكة موحدة.

### تعريب الأمازيغ (1147–1405)
كان لتصارع المرابطين مع الهلاليين (القبائل العربية القادمة من الشرق، والتي بعث بها الفاطميون) وسقوط ملكهم في 1147 على يد الموحدين، أثر كبير في زعزعة طرق القوافل في الصحراء الغربية، وكان ذلك في صالح تمبكتو لشرقا. وجدت القبائل الصنهاجية نفسها معزولة عن المغرب لمدة قرن. أما في المغرب، فقد ركز الموحدون (من قبيلة مصمودة البربرية في منطقة سوس) انتباههم على الشمال والشرق.
في القرن الثالث عشر، كان بنو معقل هم الوافدون الجدد، وهم قبائل عربية من بدو اليمن، جاؤوا لدعم المرينيين ضد الموحدين. وبسبب عداوات المرينيين فيما بينهم، تركت قبيلة بنو حسن وادي درعة وهاجرت جنوبا، نحو موريتانيا. دخلت في صراع متقطع مع صنهاجة حتى هيمنة على المنطقة بداية من سنة 1400، لا سيما بعد تحالفهم مع جدولة (الصنهاجية) ضد لمتونة. اتسعت إمارة أولاد دليم لتغطي جنوب الصحراء الغربية الحالي، في حين سيطرت الوداية على شمال موريتانيا. كان للبربر صفة «الدرجة الثانية» ولكن في حال اعتناقهم الإسلام يمكنهم الحصول على كل حقوقهم. صارت أسلمة أراضي كاملة حقا في هذه الفترة، وامتزج البربر بالعرب بالتدريج (مع استثناء ملحوظ للطوارق المنحدرين تقريبا مباشرة من الصنهاجيين)، ونتج عنهم الموريون. تكلم الموريون باللهجة العربية لبني حسن (الحسنية) وما زال يتحدث بها المغاربة والصحراويين.[بحاجة لمصدر]
ترك ابن خلدون شهادة مكتوبة حول صنهاجة ككيان مستقل، قبل وفاته حوالي 1405. وفي الجنوب قريبا، انتقل السيادة على الحوض وتاجانت (بما في ذلك أوداغست) لمملكة مالي. في القرن الثالث عشر، كان ابن فاطمة أول بحار يصل إلى خليج نواديبو حيث غرقت سفينته. وكانت حينها تحت سيطرة الجدولة. في خرائط 1320، امتدت سيطرة الجدولة لتشمل المنطقة من جزيرة أرغين إلى الساقية الحمراء. استمر جنوح سفن بعض الملاحين المسلمين الآخرين ما بين القرنين الثالث عشر والرابع عشر، ووجدوا عادة ترحابا السكان المسلمين حديثا.

### التجارة العابرة للصحراء نحو 1400
في غرب الصحراء، لا يزال مسلك سجلماسة-تغازا-أوداغست المسار الأكثر أهمية، تقابلها في الشرق، المسارات التي تربط إفريقية بتمبكتو وغاو. ذكر ابن خلدون أنه كانت هناك قافلة سنوية تعداد الإبل فيها 12,000. وكانت البضائع الرئيسية هي الملح والذهب. استخرج الملح في الشمال، من الساقية الحمراء وتغازا (في الوقت الحاضر شمال مالي)، ونقل على شكل كتل. واستخرج الذهب في الجنوب، في بمبوك ثم بوري (في غينيا الحالية) واكان (ساحل الذهب لاحقا)، ونقل على هيئة غبار الذهب وضربت منه العملة في المدن الشمالية. أكد العديد من الكتاب العرب أن في السودان، «الذهب ينمو مثل الجزر». كان السودانيون أيضا يستوردون الخيول والأقمشة والنحاس والفضة والخرز والودعات والأواني الزجاجية والتمر والتين والعديد من المصنوعات. وبالمقابل، كان يصدر العبيد والتوابل وجوزة الكولا والجلود والعاج.
اشتهر أبناء الموسوفا كمرشدين واعتاشت قبائل بربرية أخرى على ضرائب تفرضها على قوافل لحمايتها من الهجمات. وخلال النصف الثاني من القرن الرابع عشر، وقعت غارات عديدة شنتها قبائل عربية وصلت مؤخرا إلى المنطقة ما ساهم في تعطيل التجارة ورجوح كفة تمبكتو على حساب كفة ولاتة.

## الاجتياحات الأوروبية (1434–1541)

### أولى الأسفار
انطلقت أول حملة معروفة لبحر الظلمات، بقيادة فاندينو وأوغولينو فيفالدي، من جنوة في 1291. وكان يأمل قادتها في بلوغ الهند عن طريق البحر ولكنها اختفت دون أن تترك أي أثر لها. تذكر خريطة العالم لكرسك (Cresques 1375) بأن الكاتالاني جاومي فيرير، المختفي سنة 1346، قد انطلق من «per mar al Riu de l'Or». وهي إشارة على الأرجح إلى نهر السنغال الذي بسبب وفرة الذهب فيه عرف باسم «Río de Oro» أي وادي الذهب، التسمية التي اطلقت لاحقا على جنوب الصحراء الإسبانية.
وعن وصول بحارة من دييب إلى غينيا ما بين 1364-1410. يقول ميرسر بأن الأمر مجرد اختلاقات. في حوالي 1400، وصل الأوروبيون إلى جزر الكناري والسواحل الأفريقية المجاورة، التي عرفت بالساقية الحمراء منذ 1350. في ذلك الوقت، كانت قبائل صنهاجة وحسانية تسيطر على الساحل وجنوب جدولة في يد أولاد دليم. رسا المستكشفون الأوروبيون الأوائل بالقرب من بوجدور عام 1405 وهاجموا قافلة؛ كما حدثت غارات أخرى ولكن الأوروبيين سعوا أيضا للتجارة. لقي الأوروبيون معارضة محلية شديدة حصرت وجودهم على الساحل فقط.

### الاستيطان البرتغالي
تحت قيادة هنري البحار، كان جيل ايانس أول من تجاوز رأس بوجدور في سنة 1434 وعاد. تمكن في الفترة ما بين 1434 و 1446، نحو خمسين مركبا برتغاليا من إدراك نهر السنغال. استقر البرتغاليون في جزيرة أرغين (في موريتانيا الحالية) في 1445، وعادوا بغنائم من الذهب والعبيد. وبعد ثلاث سنوات (أي 1448) أسسوا أول حصن لهم. وقد أرخ لهذه الحملات الكاتب غوميز اينيس أزورارا. في 1445، سقط جواو فرنانديز رهينة لمدة سبعة في يد الصنهاجيين، ورغم عدم إلمامه في البداية باللهجة الحسانية، إلا أنه عاد إلى الأوروبيين بشهادات حول الحياة البدوية للقبائل الصنهاجية وعلى وجه الخصوص عدم خضوع هذه القبائل لممالك المغرب. في 1455، منع هنري الغارات التحويل الديني على صنهاجة.
في 1456، بعد اشتباكات بين «رأس غير» وبوجدور، اختار البابا كاليستوس الثالث بوجدور كخط فاصل بين قشتالة (شمالا) والبرتغال (جنوبا). نحو 1487، جلب البرتغاليون كميات من الذهب وحوالي ألفا من العبيد السود جرت مقايضتهم مع البدو بالقمح والقماش. كانت القبائل تجلب الخيول من المغرب مقابل العبيد الذين كانت تحصل عليهم بأثمان رخيصة. كما نصب البرتغاليون عدة مصائد للسمك أيضا على الساحل، أين جففوا المصادر.

### القلاع الإسبانية
في 1449، منح خوان الثاني ملك قشتالة لخوان دي جوزمان أراض بين رأس غير (cabo de Aguer، بالقرب من أكادير) وبوجدور. ولكن تاريخ أول بعثة قشتالية للقارة يعود فقط لسنة 1476. أقاموا فيها حصن اسموه سانتا كروز دي مار بيكنا (بالإسبانية: Santa Cruz de Mar Pequeña)‏ قبالة جزر الكناري. ولا يعرف موقع الحصن على وجه التحديد، فقد يكون في وادي شبيكة (ببويرتو كنسداو Puerto Cansdao) أو في سيدي إفني. لم يلبث الحصن حتى جاصره بسرعة حوالي 10,000 من المشاة و 2000 إلى 3000 فارس، ولكن حاكم الكناري دييغو هيريرا صغيرة لم يرسل سوى 700 رجل كتعزيزات وتم التخلي عن القلعة. واقتصرت تحركات قشتالة على الغارات، كان احدها حوالي 1480، حين هاجموا منطقة Taghaost (Legsabi) وجلبوا 158 من العبيد. وبعد اكتشاف كريستوفر كولومبوس لأمريكا عام 1492، صرف الإسبان بسرعة نظرهم إلى القارة الجديدة.
عاد القشتاليون مرة أخرى في سنة 1496 مع 34 جنديا. في 13 فبراير 1499، استقبل آيت عطا، كونفدرالية بربرية كانت تسيطر على منطقة ماسة وهضبة درعة والشط (منطقة أدنى من ماسة درعة الحالية)، في عاصمتهم أودغست وفدا، وخضعوا لحكم التاج الإسباني وأرسلوا سفراء لهم. نمت التجارة مع اسبانيا، التي بدأت ترسل أيضا أوائل مبعديها إلى «الساحل البربري». ولكن السلام مع آيت عطا لم يشمل قبائل أخرى مثل ماسا، فبنيت حصون جديدة بتغازوت وسان ميغيل (على واد نون) وبوجدور. بنيت قلعة سان ميغيل في وقت كان يتجمع جيش من البدو المعادية، فسقطت القلعة في الهجوم الأول عليها وقتل ثلاثة أرباع المدافعين الاسبان. في 1502، حاول الاسبان بناء حصن جديد في رأس غير، الجزء من الأرض المخصصة للبرتغال بموجب معاهدة توردسيلاس. وقبل إتمامه، اضطروا للتخلي عنه بأمر من الملك. وفي عام 1505، وبعد اتفاق مع ماسة، بنى البرتغاليون قلعة الخاصة بهم، هي سانتا كروز دو كابو دي أغوير، أكادير (على بعد 40 كيلومترا من كيب). في عام 1508، ولمحاربة القراصنة البربر حسب إسبانيا، احتلت قشتالة جزيرة قميرة في البحر الأبيض المتوسط، منتهكة مرة أخرى معاهدة توردسيلاس. وكتسوية، تخلوا عن منطقة نفوذهم بين ماسا وبوجدور لصالح البرتغال أثناء معاهدة استسلام سينترا (18 سبتمبر 1509)، واستبقوا فقط قلعة سانتا كروز دي مار بكينا (بالإسبانية: Santa Cruz de Mar Pequeña)‏.

### فوز السعديين
تجمعت قبائل وادي درعة في جماعات دينية ودفعها غضبها من هجمات الأوروبيين لتقرير استرجاع أراضيها بالقوة. في 1511، هاجموا الحصن البرتغالي في أكادير، من دون نجاح. وفي عام 1516، انضمت كل من ماسا وآيت بو عيطة واستولوا على Taghaost. في 1517، هدموا حصن سانتا كروز دي مار بكينا ولكن الإسبان أعادوا بناء الحصن بعد أيام قليلة. في 1524، طرد الإسبان نهائيا بعد هجوم جديد. وكان ذلك آخر توغل للإسبان الماضي في الصحراء الغربية قبل 1884. في عام 1541، دمر الحصن البرتغالي سانتا كروز دو كابو دي أغوير بدوره. وشهدت سنة 1554، طرد الوطاسيين من السلطة وانتقال الحكم لسلالة السعديين.

### أركين (1541–1728)
تجنب الأوروبيون المغرب والصحراء الغربية إلى حد كبير، وركزوا على سواحل أكثر ملاءمة انطلاقا من السنغال. بعد اتحاد البرتغال وإسبانيا، استولت هولندا (التي كانت في حرب مع الإيبيريين) على حصن أركين في 1638 وسيطرت على الجزيرة حتى 1678 (وكان الإنجليز قد احتلوها لبعض الوقت في عام 1665). عقبها، احتلت فرنسا الجزيرة ولكنها سرعانما تخلت عنها. في 1685، استولى فريدريك وليام براندنبورغ على المكان، ولكن من خلفه تنازلوا عنه لفائدة الهولنديين في 1717. تنازع الفرنسيون والهولنديون ملكية الجزيرة حتى 1728 عندما وقعت تحت سيطرة زعماء القبائل المحليين.

## السيطرة المغربية (1541–1884)

### السعديون

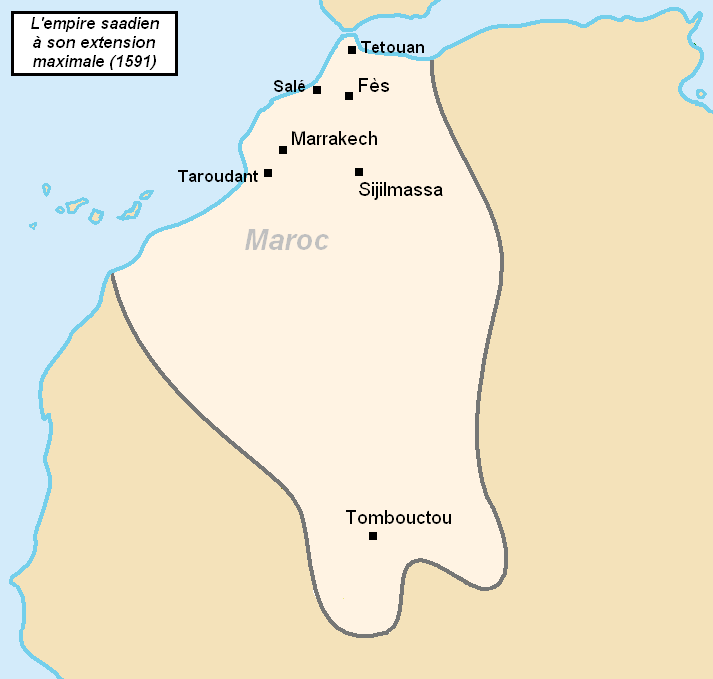
الامتداد الأقصى للمغرب تحت سلطة السعديين.

مع ظهور سلالة السعديين المغربية، أصبح الصاعد المغربي نشط في الصحراء الغربية. في الجنوب، تقدم إلى غاية تمبكتو والسنغال. في معركة تونديبي سنة 1591، انتصرت قوات أحمد المنصور السعدي التي قادها جؤذر باشا، انتصارا حاسما على إمبراطورية صنغاي التي خضع لها الطوارق ودفعوا لها الجزية. لم تدم ذروة السلطة المغربية، فبعد وفاة المنصور في 1603، تمزق المغرب إلى إقطاعيات على أثر تنازع أبناء المنصور الملك. في هذه الأثناء أقام الأوروبيون جيوب جديدة في الشمال. حوالي 1632، أعلنت كل من تمبكتو وجاو استقلالهم واستعادا السيطرة على الصحراء.
في 1644، ثارت قبائل صنهاجة على الحسانية وأشعلوا حرب Charr Boubba. بقيادة الأمير نصر الدين من لمتونة، قاتلوا في ترارزة جنوب غرب موريتانيا. في 1674، عادت المنطقة مرة أخرى تحت السيطرة العربية.

### العلويون

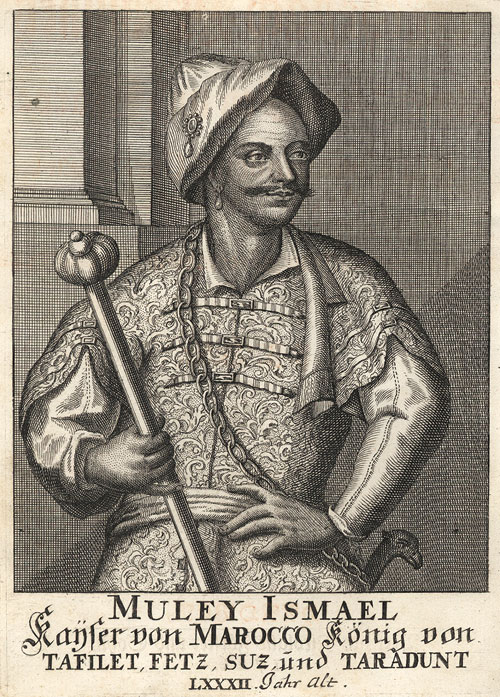
صورة لإسماعيل بن الشريف

قاد مولاي إسماعيل العلوي عدة حملات في الصحراء من أجل استعادة السيطرة على طرق القوافل وتعزيز السيادة المغربية. وعين ولاة Taghaza (حيث مناجم الملح) وتوات وشنقيط وسمارة. في 1724، بعث قواته من جيش عبيد البخاري، بمساعدة أمير ترارزة، لمهاجمة مركز فرنسي «القديس جوزيف» على ضفاف نهر السنغال. تشكل عودة النشاط المغربي في الصحراء الأساس التاريخي لمطالبة المغرب بإقليم الصحراء الغربية. وبعد وفاة مولاي إسماعيل في عام 1727، أصبحت السيطرة المغربية غير مؤكدة. وهكذا، وفي 28 مايو 1767، وقع السلطان المغربي محمد الثالث على معاهدة مراكش  مع كارلوس الثالث ملك إسبانيا والذي يعترف بأن «..(مقطع لم يترجم بعد)..». في حين لا تحتوي النسخة العربية من المعاهدة على مثل هذا النبذ الواضح للسيادة.
وفي معاهدة مكناس عام 1799 الموقعة مع إسبانيا، أشار المغرب إلى أن واد نون نفسه (Assaka سابقا) ليست تحت سيادته. ومع ذلك، وفي نهاية القرن، نصب سلطان المغرب أميرا على اتحاد ترارزة. ومثل معاهدة مراكش، لا تشير النسخة العربية من معاهدة مكناس لتخل واضح عن السيادة.

### عودة الإسبان (1859)
في عام 1859، أعلنت إسبانيا الحرب على المغرب سميت حرب أفريقيا، وفرضت شروطها في معاهدة تطوان 1860. وتحصلت على جيب بالقرب من حصن سانتا كروز دي مار بكينا (ولكن لم يشار إلى موقعه بدقة). في عام 1878، عثرت حملة بلاسكو دي غاراي على أنقاض عند مصب وادي نون وحصلت على إذن من القادة المحليين لبناء ميناء للصيد. اقترح السلطان مولاي الحسن اقامة الميناء بإفني، خارج المنطقة التي شملتها الاتفاقية، ولكن رفض السكان المحليين حال دون استيلاء الاسبان على الأراضي. وتمكنوا من فرض سيطرتهم في عام 1934.

### دونالد ماكنزي

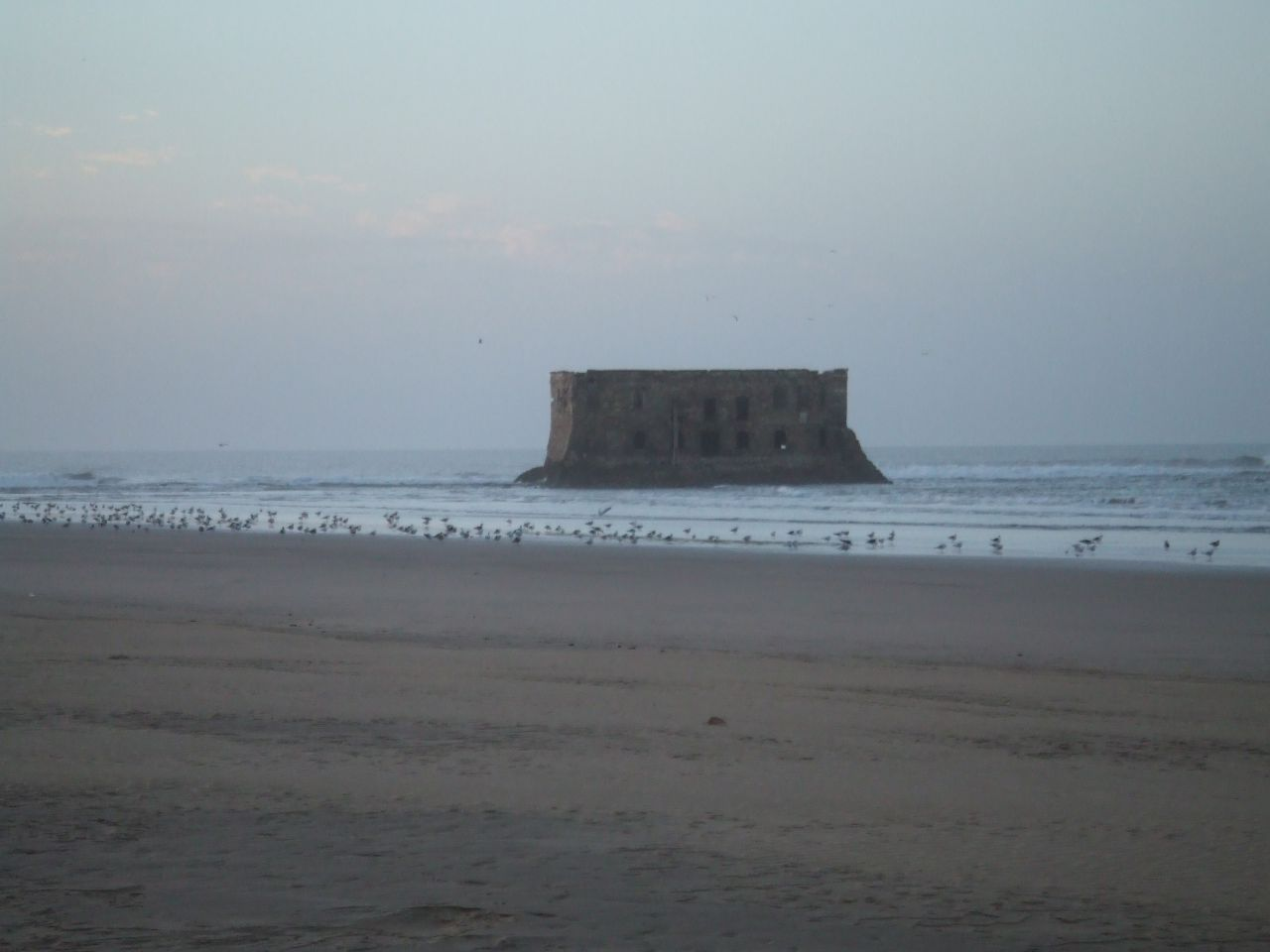
La Casa del Mar، بناه سنة 1889 دونالد ماكينزي في طرفاية.

في نهاية القرن التاسع عشر، كان جنوب المغرب لا يزال بلاد السيبة، منطقة متمردة على السلطة الحاكمة 30. في عام 1879 اتفق الإسكتلندي دونالد ماكينزي مع محمد بيروك زعيم سوس، على إقامة منشأة بالقرب من رأس جوبي وشريط ترابي بثلاثة كيلومترات على اثني عشر. أمل القائمون على ميناء فيكتوريا، الذي تديره شركة ماكينزي لشمال-غرب أفريقيا، التقاط جزء من تجارة القوافل.
خوفا من فقدان هذه التجارة مع الصحراء وتسليح ماكينزي لقبائل الجنوب، عرض مولاي الحسن سلطان المغرب المال على ماكينزي مقابل رحيل ولكنه رفض. في عام 1880، أرسل السلطان حملة لتخريب المنشأة ولكنها لم تسبب سوى أضرار طفيفة. تتطلع ماكينزي لتوسيع شركته فاتصل بالأمير الموريتاني «أدرار». شن المغرب حملة جديدة في عام 1882 لإخضاع قبائل سوس وطرد ماكينزي، ولكنها انتهت بالفشل ومات ما بين 6000 و 20000 جندي عطشا.
في عام 1884، دفع احتمال رؤية ماكينزي يقيم منشأة جديدة في ريو دي أورو الإسبان لأخذ زمام المبادرة ونزول بالأرض. حاولوا كذلك منعه من استخدام مخازنه في جزر الكناري ولكن ردعهم الضغط البريطاني. في عام 1888، اغتال المغرب مدير منشأة كاب جوبي، ولكن الضغط البريطاني، اضطر المغرب لدفع 5000 جنيه كتعويض. اندلع قتال متقطع بين إيزرقن (حلفاء ماكينزي) والقوات المغربية. خشي الفرنسيون بدورهم أن يتم تسليم أسلحة إلى أعدائهم يتم استيرادها عبر كيب جوبي.
في عام 1893، نظم المغرب حملة جديدة إلى تافيلالت (حيث كانت سجلماسة القديمة). وسار من خمسة عشر إلى ثلاثين ألف جندي من فاس إلى مراكش عبر واحات تافيلالت. فوجدوا من القادة المحليين اقرارا بالخضوع (وقضاء لمتأخرات ضريبية) وأعادوا التأكيد على سلطة السلطان في المنطقة.

### المعاهدة الإنجليزية المغربية 1895 وحدود المغرب
قبيل سنة 1895، سعت الحكومة البريطانية للحصول على استقلال de jure بمنطقة كيب جوبي، لتجنب المزيد من الصراع مع السلطان، ولكنها لم تتوصل لاتفاق. فقررت بيعه إلى السلطان مقابل 50,000 جنيه، نظريا لتحويله إلى ميناء حر. نصت المعاهدة الأنجلو المغربية الموقعة في 13 مارس 1895 على ما يلي: «... لا يمكن لأي قوة أن تصدر مطالبات بالأراضي الواقعة بين واد درعة حتى بوجدور والمسماة طرفاية. كما سبق وضمن، لأن هذه الأراضي تابعة للمغرب.»
نص المعاهدة هو من الأدلة التي دفعها المغرب إلى محكمة العدل الدولية في عام 1975 لدعم مطالبته بالسيادة على هذه الأراضي. ولكن، محكمة العدل الدولية أفادت بأن المراسلات الدبلوماسية البريطانية في ذلك الوقت أشارت في عدة مناسبات بأن منطقة كيب جوبي ليست جزءا من الأراضي المغربية، والتي تتوقف بالنسبة للبريطانيين عند درعة. وبالتالي، فإن المعاهدة تمثل موافقة من جانب بريطانيا بعدم الطعن في المطالبات المستقبلية للسلطان بالجنوب وليست اعتراف بسيادته على هذه الأقاليم. تفترح بعض الكتابات اعترافا خارجيا بسيادة المغرب على ريو دي أورو، مثل رسالة سفير فرنسا في طنجة بتاريخ 10 نوفمبر 1898 والتي تتضمن المقطع: «إن الصحافة الإسبانية تشن ضجة كبيرة حول أخبار جديدة من ريو دي أورو تذكر بأن عددا كبيرا من المغاربة (أربع أو خمس ألاف) يقتربون من المكان المسمى factorie بمشاعر عدوانية». "في حين إن الاتفاقية الفرنسية-الإسبانية 1904 تنص على أن «حكومة الجمهورية الفرنسية تعترف بأن لإسبانيا الحرية الكاملة للعمل ابتداء من اليوم فيما يتعلق بالأراضي الواقعة بين خطي العرض 26 درجة و 27 درجة و40 دقيقة شمالا وخط الطول الحادي عشر غرب باريس، والتي تقع خارج حدود المغرب». وعموما، لا يوجد أي نص رسمي من تلك الحقبة يشهد باعتراف بالسيادة المغربية على الصحراء الغربية في وقت الاستعمار الإسباني.
في عام 1910، كان كيب جوبي في أيدي إيزرقيين الذي كانوا يتاجرون مع جزر الكناري.

## الصحراء الإسبانية (1884–1975)

الصحراء الغربية (الصحراء الإسبانية)، مستعمرة إسبانية.

منذ القرن الثامن عشر، تردد الصيادون الإسبان قادمين من جزر الكناري على شواطئ الصحراء الغربية طمعا في الصيد الوافر. وبنهاية القرن 19، تأسست شركات عدة لاستكشاف واستغلال هذا الإقليم الواسع المجهول. أثار تقدم البريطانيين والفرنسيين خوف الإسبان فسارعوا لإعلان أحقيتهم بالمنطقة.

### بداية الحماية
في سنة 1881، بنت شركة Sociedad Pesquerías Canario-Africanas رصيفا على رأس Durnford، في موقع فيلا Cisneros. في يناير 1884، وقع إميليو بونيلى هيرناندو من شركة Sociedad Pesquerías Canario-Africanas على معاهدة مع قادة صحراويين يتنزلون فيها للإسبان عن شبه جزيرة ريو دي أورو ولكن إسبانيا لم تستحوذ على الأرض. في 28 نوفمبر، أعاد إميليو بونيلى الكرة بالتوقيع معاهدة أخرى مع ثلاثة ممثلين لأولاد بو السباع يجيز إقامة منشآت: بفيلا سيسنيروس (في ريو دي أورو، الداخلة حاليا) وبويرتو باديا (في انجرا دا سينترا) وMedina Gatell (في La Guera، الكويرة حاليا).
في 26 ديسمبر 1884، أعلنت إسبانيا عن إقامتها لمحمية ريو دي أورو على الساحل من بوجدور إلى كيب بلان (Bahia del Oeste)، بدعوى أن الأمر جاء بطلب من السكان المحليين. إنشاء المحمية أغلق الباب أيضا أمام دونالد ماكينزي الذي سعى لإقامة مراكز تجارية جديدة على الساحل. وأيد مؤتمر برلين المطلب الإسباني في الشهر التالي. كانت فيلا سيسنيروس هي عاصمة الإدارية وبنى بها بونيلى حصنا مستخدما عمال من جزر الكناري. في 6 أبريل 1887، تمددت الحماية الإسبانية لتشمل الساقية الحمراء في الشمال إضافة لـ 240 كيلومترا نحو عمق الصحراء على حدود إمارة أدرار. وضعت المحمية تحت سلطة الحاكم العام للكناري الذي عين حاكما نائبا له. في مارس 1887، تعرضت فيلا سيسنيروس لهجوم ونهب قاده أولاد دليم وتكرر الأمر في مارس 1892 ونوفمبر 1894. في 2 مارس 1895، وقع الإسبان على اتفاق مع الشيخ ولد العروسي من أولاد دليم. ومع ذلك، فقد شنت مجموعة من أولاد دليم هجوما مرة أخرى على فيلا سيسنيروس في مارس 1898، ما أسفر عن مقتل عدد من الموظفين لشركة التجارة الإسبانية-الأفريقية (Compañia Mercantil Hispano-Africana) ونهبوا المخازن في حين فر الإسبان على متن سفينة إلى جزر الكناري.
في 27 يونيو 1900، وقعت فرنسا وإسبانيا معاهدة باريس التي حددت الحدود بين ريو دي أورو (الإسبانية) وموريتانيا (الفرنسية). في 4 أكتوبر 1904، حددت اتفاقية باريس حدود الساقية الحمراء وكيب جوبي. بعد إعلان الحماية الفرنسية على المغرب، أكدت اتفاقية مدريد في 27 نوفمبر 1912 هذه الحدود وثبتت حدود جيب إفني حيث لم يتمكن الأسبان بعد من السيطرة عليه.

### ماء العين
لم يغامر الأسبان بالتغلل بأعداد كبيرة إلى داخل الأراضي، وبالتالي تجنبوا المواجهة مع البدو. أما الفرنسيين فكانوا أكثر عدوانية، ومضوا قدما في اتجاه موريتانيا بعدما استعمروا الجزائر وتونس فواجهوا انتفاضة للبدو الرحل. حوالي عام 1895، بنى الزعيم الديني الصحراوي ماء العينين القلقمي رباطا في السمارة، وكانت إلى ذلك الحين مجرد محطة للتزود بالماء ومفترقا لطرق القوافل، صار يدعو إلى الجهاد ضد المستعمرين. تلقى تسليحا وتمويلا من سلطان المغرب مقابل الاعتراف بسيادة السلطان على الصحراء الغربية وموريتانيا. واستطاع ماء العينين أن يستولي على منشأة دونالد ماكينزي في كاب جوبي ذلك العام. ونحو عام 1905، بعث أحد أبنائه إلى أدرار الموريتانية لقيادة المقاومة ضد الفرنسيين، وقد يكون سببا في اغتيال كزافييه كبولاني (المفوض الفرنسي لموريتانيا) في 12 مايو 1905 في تيجيكدة. تسبب مقتل كبولاني في تعطل التقدم الفرنسي ولكنه لم يوقفه. في عام 1907، عين هنري غورو مفوضا ليعاود الهجوم بعد أن كان قد استسلم للتمرد في السودان الفرنسي (مالي). سافر ماء العينين إلى المغرب للحصول على أسلحة واختار التعامل مع عبد الحفيظ بن الحسن، الذي كان يعارض الفرنسيين في حين كان شقيقه مولاي عبد العزيز متعاونا معهم. أعطت اشتباكات 1908-1909 تقدما لفائدة غورو، الأمر الذي أرغم ماء العينين على ترك الرباط بالسمارة (الذي لم يكتمل) وانتقل إلى تزنيت حيث أعلن نفسه «المهدي». في 23 يونيو 1910 حقق الجنرال موانيه (Moinier) نصرا على جيش قوامه 6000 مقاتل مغربي ومتمردون من أدرار بتادلة، وضع حدا لطموحات ماء العينين. توفي ماء العينين في 23 أكتوبر 1910 في تزنيت.
في مايو 1911، أطاح عبد الحفيظ بحكم اخيه عبد العزيز. وما لبث أن وجد نفسه تحاصره القبائل البربرية في فاس، فاضطر لطلب المساعدة من الفرنسيين والذي أدى إلى إنشاء محمية في عام 1912.

## التوثيق

### الكتب
- Tony Hodges, Sahara occidental : origines et enjeux d'une guerre du désert, طالع
- Dominique Lagarde, Mohamed Larhdaf Eddah, Baya Gacemi, Sahara : le conflit ensablé, ليكسبريس, 18 أكتوبر 2001, طالع
- محكمة العدل الدولية، الرأي الاستشاري،  16 أكتوبر 1975 حول الصحراء الغربية
- (بالإنجليزية) Anna Theofilopoulou, The United Nations and Western Sahara: a Never-ending Affair, United Stated Institute of Peace, Special Report 166, juillet 2006 طالع
- (بالإنجليزية) Dr Robert Winslow, Chronologie du Sahara occidental, dans A Comparative Criminology Tour of the World, San Diego State University
- (بالإنجليزية) History: Detailed Chronology نسخة محفوظة 2 فبراير 2007 على موقع واي باك مشين. على موقع wsahara.net (موقع مساند للبوليساريو)
- (بالإنجليزية) Erik Jensen, Western Sahara: Anatomy of a Stalemate, Rienner, 2005, (ردمك 1588263053)
- (بالإنجليزية) Virginia Thompson et Richard Adloff, The Western Saharans, Croom Helm, 1980, (ردمك 0-7099-0369-3)
- (بالإنجليزية) John Mercer, The Cycle of Invasion and Unification in the Western Sahara, African Affairs, Vol. 75, No. 301 (أكتوبر 1976), الصفحات 498-510
- Spanish Sahara. ISBN:0-04-966013-6. {{استشهاد بكتاب}}: الوسيط غير المعروف |année= تم تجاهله يقترح استخدام |date= (مساعدة)، الوسيط غير المعروف |langue= تم تجاهله يقترح استخدام |language= (مساعدة)، الوسيط غير المعروف |lieu= تم تجاهله يقترح استخدام |location= (مساعدة)، الوسيط غير المعروف |nom1= تم تجاهله يقترح استخدام |last1= (مساعدة)، الوسيط غير المعروف |prénom1= تم تجاهله يقترح استخدام |first1= (مساعدة)، والوسيط غير المعروف |éditeur= تم تجاهله يقترح استخدام |editor= (مساعدة)
- (بالإنجليزية) Bob Hilkens, Spanish Sahara, طالع
- (بالإنجليزية) Faten Aggad, Western Sahara: understanding the conflict and its deadlock, conférence annuelle de l'African Studies Association of Australia and the Pacific (AFSAAP), 2004 طالع نسخة محفوظة 29 أغسطس 2006 على موقع واي باك مشين.
- (بالإنجليزية) C. R. Pennell, Morocco since 1830, New York University Press, New York, 2000, (ردمك 0-8147-6676-5)
- (بالإنجليزية) C. R. Pennell, Morocco: From Empire to independence, Oneworld, Oxford, 2003, (ردمك 1-85168-303-8)
- (بالإنجليزية) Nehemia Levtzion, The early states of the Western Sudan to 1500, in History of West Africa, tome I, Longman Group, 1971, (ردمك 0-231-03628-0)
- (بالإنجليزية) Humphrey Fisher, The Western and Central Sudan, in The Cambridge History of Islam, volume 2, Cambridge University Press, 1970, (ردمك 0521076013)
- (بالإنجليزية) Benjamin Stora (Jane Marie Todd trad.), Algeria 1830-2000: A Short History, دار نشر جامعة كورنيل  [لغات أخرى]‏, 2001, (ردمك 0-8014-3715-6)